# Joseph W. Abbott
Joseph William Abbott (Londra, 5 febbraio 1840 – Londra, 5 agosto 1923) è stato un compositore di scacchi britannico.
Ha composto circa 250 problemi in due, tre e più mosse.
Nel 1887 ha scritto il libro 121 Chess Problems, una raccolta di suoi problemi (Jas. Wade, Covent Garden, London), disponibile online in versione elettronica.
Due suoi problemi:
|   | a | b | c | d | e | f | g | h |   |
| 8 | h8 cavallo del nero · d7 cavallo del bianco · e7 torre del bianco · b6 pedone del bianco · f6 pedone del nero · b5 pedone del nero · d5 re del nero · e5 alfiere del nero · f5 cavallo del bianco · h5 alfiere del bianco · b4 pedone del nero · b3 re del bianco · g2 alfiere del nero · b1 donna del bianco | h8 cavallo del nero · d7 cavallo del bianco · e7 torre del bianco · b6 pedone del bianco · f6 pedone del nero · b5 pedone del nero · d5 re del nero · e5 alfiere del nero · f5 cavallo del bianco · h5 alfiere del bianco · b4 pedone del nero · b3 re del bianco · g2 alfiere del nero · b1 donna del bianco | h8 cavallo del nero · d7 cavallo del bianco · e7 torre del bianco · b6 pedone del bianco · f6 pedone del nero · b5 pedone del nero · d5 re del nero · e5 alfiere del nero · f5 cavallo del bianco · h5 alfiere del bianco · b4 pedone del nero · b3 re del bianco · g2 alfiere del nero · b1 donna del bianco | h8 cavallo del nero · d7 cavallo del bianco · e7 torre del bianco · b6 pedone del bianco · f6 pedone del nero · b5 pedone del nero · d5 re del nero · e5 alfiere del nero · f5 cavallo del bianco · h5 alfiere del bianco · b4 pedone del nero · b3 re del bianco · g2 alfiere del nero · b1 donna del bianco | h8 cavallo del nero · d7 cavallo del bianco · e7 torre del bianco · b6 pedone del bianco · f6 pedone del nero · b5 pedone del nero · d5 re del nero · e5 alfiere del nero · f5 cavallo del bianco · h5 alfiere del bianco · b4 pedone del nero · b3 re del bianco · g2 alfiere del nero · b1 donna del bianco | h8 cavallo del nero · d7 cavallo del bianco · e7 torre del bianco · b6 pedone del bianco · f6 pedone del nero · b5 pedone del nero · d5 re del nero · e5 alfiere del nero · f5 cavallo del bianco · h5 alfiere del bianco · b4 pedone del nero · b3 re del bianco · g2 alfiere del nero · b1 donna del bianco | h8 cavallo del nero · d7 cavallo del bianco · e7 torre del bianco · b6 pedone del bianco · f6 pedone del nero · b5 pedone del nero · d5 re del nero · e5 alfiere del nero · f5 cavallo del bianco · h5 alfiere del bianco · b4 pedone del nero · b3 re del bianco · g2 alfiere del nero · b1 donna del bianco | h8 cavallo del nero · d7 cavallo del bianco · e7 torre del bianco · b6 pedone del bianco · f6 pedone del nero · b5 pedone del nero · d5 re del nero · e5 alfiere del nero · f5 cavallo del bianco · h5 alfiere del bianco · b4 pedone del nero · b3 re del bianco · g2 alfiere del nero · b1 donna del bianco | 8 |
| 7 | h8 cavallo del nero · d7 cavallo del bianco · e7 torre del bianco · b6 pedone del bianco · f6 pedone del nero · b5 pedone del nero · d5 re del nero · e5 alfiere del nero · f5 cavallo del bianco · h5 alfiere del bianco · b4 pedone del nero · b3 re del bianco · g2 alfiere del nero · b1 donna del bianco | h8 cavallo del nero · d7 cavallo del bianco · e7 torre del bianco · b6 pedone del bianco · f6 pedone del nero · b5 pedone del nero · d5 re del nero · e5 alfiere del nero · f5 cavallo del bianco · h5 alfiere del bianco · b4 pedone del nero · b3 re del bianco · g2 alfiere del nero · b1 donna del bianco | h8 cavallo del nero · d7 cavallo del bianco · e7 torre del bianco · b6 pedone del bianco · f6 pedone del nero · b5 pedone del nero · d5 re del nero · e5 alfiere del nero · f5 cavallo del bianco · h5 alfiere del bianco · b4 pedone del nero · b3 re del bianco · g2 alfiere del nero · b1 donna del bianco | h8 cavallo del nero · d7 cavallo del bianco · e7 torre del bianco · b6 pedone del bianco · f6 pedone del nero · b5 pedone del nero · d5 re del nero · e5 alfiere del nero · f5 cavallo del bianco · h5 alfiere del bianco · b4 pedone del nero · b3 re del bianco · g2 alfiere del nero · b1 donna del bianco | h8 cavallo del nero · d7 cavallo del bianco · e7 torre del bianco · b6 pedone del bianco · f6 pedone del nero · b5 pedone del nero · d5 re del nero · e5 alfiere del nero · f5 cavallo del bianco · h5 alfiere del bianco · b4 pedone del nero · b3 re del bianco · g2 alfiere del nero · b1 donna del bianco | h8 cavallo del nero · d7 cavallo del bianco · e7 torre del bianco · b6 pedone del bianco · f6 pedone del nero · b5 pedone del nero · d5 re del nero · e5 alfiere del nero · f5 cavallo del bianco · h5 alfiere del bianco · b4 pedone del nero · b3 re del bianco · g2 alfiere del nero · b1 donna del bianco | h8 cavallo del nero · d7 cavallo del bianco · e7 torre del bianco · b6 pedone del bianco · f6 pedone del nero · b5 pedone del nero · d5 re del nero · e5 alfiere del nero · f5 cavallo del bianco · h5 alfiere del bianco · b4 pedone del nero · b3 re del bianco · g2 alfiere del nero · b1 donna del bianco | h8 cavallo del nero · d7 cavallo del bianco · e7 torre del bianco · b6 pedone del bianco · f6 pedone del nero · b5 pedone del nero · d5 re del nero · e5 alfiere del nero · f5 cavallo del bianco · h5 alfiere del bianco · b4 pedone del nero · b3 re del bianco · g2 alfiere del nero · b1 donna del bianco | 7 |
| 6 | h8 cavallo del nero · d7 cavallo del bianco · e7 torre del bianco · b6 pedone del bianco · f6 pedone del nero · b5 pedone del nero · d5 re del nero · e5 alfiere del nero · f5 cavallo del bianco · h5 alfiere del bianco · b4 pedone del nero · b3 re del bianco · g2 alfiere del nero · b1 donna del bianco | h8 cavallo del nero · d7 cavallo del bianco · e7 torre del bianco · b6 pedone del bianco · f6 pedone del nero · b5 pedone del nero · d5 re del nero · e5 alfiere del nero · f5 cavallo del bianco · h5 alfiere del bianco · b4 pedone del nero · b3 re del bianco · g2 alfiere del nero · b1 donna del bianco | h8 cavallo del nero · d7 cavallo del bianco · e7 torre del bianco · b6 pedone del bianco · f6 pedone del nero · b5 pedone del nero · d5 re del nero · e5 alfiere del nero · f5 cavallo del bianco · h5 alfiere del bianco · b4 pedone del nero · b3 re del bianco · g2 alfiere del nero · b1 donna del bianco | h8 cavallo del nero · d7 cavallo del bianco · e7 torre del bianco · b6 pedone del bianco · f6 pedone del nero · b5 pedone del nero · d5 re del nero · e5 alfiere del nero · f5 cavallo del bianco · h5 alfiere del bianco · b4 pedone del nero · b3 re del bianco · g2 alfiere del nero · b1 donna del bianco | h8 cavallo del nero · d7 cavallo del bianco · e7 torre del bianco · b6 pedone del bianco · f6 pedone del nero · b5 pedone del nero · d5 re del nero · e5 alfiere del nero · f5 cavallo del bianco · h5 alfiere del bianco · b4 pedone del nero · b3 re del bianco · g2 alfiere del nero · b1 donna del bianco | h8 cavallo del nero · d7 cavallo del bianco · e7 torre del bianco · b6 pedone del bianco · f6 pedone del nero · b5 pedone del nero · d5 re del nero · e5 alfiere del nero · f5 cavallo del bianco · h5 alfiere del bianco · b4 pedone del nero · b3 re del bianco · g2 alfiere del nero · b1 donna del bianco | h8 cavallo del nero · d7 cavallo del bianco · e7 torre del bianco · b6 pedone del bianco · f6 pedone del nero · b5 pedone del nero · d5 re del nero · e5 alfiere del nero · f5 cavallo del bianco · h5 alfiere del bianco · b4 pedone del nero · b3 re del bianco · g2 alfiere del nero · b1 donna del bianco | h8 cavallo del nero · d7 cavallo del bianco · e7 torre del bianco · b6 pedone del bianco · f6 pedone del nero · b5 pedone del nero · d5 re del nero · e5 alfiere del nero · f5 cavallo del bianco · h5 alfiere del bianco · b4 pedone del nero · b3 re del bianco · g2 alfiere del nero · b1 donna del bianco | 6 |
| 5 | h8 cavallo del nero · d7 cavallo del bianco · e7 torre del bianco · b6 pedone del bianco · f6 pedone del nero · b5 pedone del nero · d5 re del nero · e5 alfiere del nero · f5 cavallo del bianco · h5 alfiere del bianco · b4 pedone del nero · b3 re del bianco · g2 alfiere del nero · b1 donna del bianco | h8 cavallo del nero · d7 cavallo del bianco · e7 torre del bianco · b6 pedone del bianco · f6 pedone del nero · b5 pedone del nero · d5 re del nero · e5 alfiere del nero · f5 cavallo del bianco · h5 alfiere del bianco · b4 pedone del nero · b3 re del bianco · g2 alfiere del nero · b1 donna del bianco | h8 cavallo del nero · d7 cavallo del bianco · e7 torre del bianco · b6 pedone del bianco · f6 pedone del nero · b5 pedone del nero · d5 re del nero · e5 alfiere del nero · f5 cavallo del bianco · h5 alfiere del bianco · b4 pedone del nero · b3 re del bianco · g2 alfiere del nero · b1 donna del bianco | h8 cavallo del nero · d7 cavallo del bianco · e7 torre del bianco · b6 pedone del bianco · f6 pedone del nero · b5 pedone del nero · d5 re del nero · e5 alfiere del nero · f5 cavallo del bianco · h5 alfiere del bianco · b4 pedone del nero · b3 re del bianco · g2 alfiere del nero · b1 donna del bianco | h8 cavallo del nero · d7 cavallo del bianco · e7 torre del bianco · b6 pedone del bianco · f6 pedone del nero · b5 pedone del nero · d5 re del nero · e5 alfiere del nero · f5 cavallo del bianco · h5 alfiere del bianco · b4 pedone del nero · b3 re del bianco · g2 alfiere del nero · b1 donna del bianco | h8 cavallo del nero · d7 cavallo del bianco · e7 torre del bianco · b6 pedone del bianco · f6 pedone del nero · b5 pedone del nero · d5 re del nero · e5 alfiere del nero · f5 cavallo del bianco · h5 alfiere del bianco · b4 pedone del nero · b3 re del bianco · g2 alfiere del nero · b1 donna del bianco | h8 cavallo del nero · d7 cavallo del bianco · e7 torre del bianco · b6 pedone del bianco · f6 pedone del nero · b5 pedone del nero · d5 re del nero · e5 alfiere del nero · f5 cavallo del bianco · h5 alfiere del bianco · b4 pedone del nero · b3 re del bianco · g2 alfiere del nero · b1 donna del bianco | h8 cavallo del nero · d7 cavallo del bianco · e7 torre del bianco · b6 pedone del bianco · f6 pedone del nero · b5 pedone del nero · d5 re del nero · e5 alfiere del nero · f5 cavallo del bianco · h5 alfiere del bianco · b4 pedone del nero · b3 re del bianco · g2 alfiere del nero · b1 donna del bianco | 5 |
| 4 | h8 cavallo del nero · d7 cavallo del bianco · e7 torre del bianco · b6 pedone del bianco · f6 pedone del nero · b5 pedone del nero · d5 re del nero · e5 alfiere del nero · f5 cavallo del bianco · h5 alfiere del bianco · b4 pedone del nero · b3 re del bianco · g2 alfiere del nero · b1 donna del bianco | h8 cavallo del nero · d7 cavallo del bianco · e7 torre del bianco · b6 pedone del bianco · f6 pedone del nero · b5 pedone del nero · d5 re del nero · e5 alfiere del nero · f5 cavallo del bianco · h5 alfiere del bianco · b4 pedone del nero · b3 re del bianco · g2 alfiere del nero · b1 donna del bianco | h8 cavallo del nero · d7 cavallo del bianco · e7 torre del bianco · b6 pedone del bianco · f6 pedone del nero · b5 pedone del nero · d5 re del nero · e5 alfiere del nero · f5 cavallo del bianco · h5 alfiere del bianco · b4 pedone del nero · b3 re del bianco · g2 alfiere del nero · b1 donna del bianco | h8 cavallo del nero · d7 cavallo del bianco · e7 torre del bianco · b6 pedone del bianco · f6 pedone del nero · b5 pedone del nero · d5 re del nero · e5 alfiere del nero · f5 cavallo del bianco · h5 alfiere del bianco · b4 pedone del nero · b3 re del bianco · g2 alfiere del nero · b1 donna del bianco | h8 cavallo del nero · d7 cavallo del bianco · e7 torre del bianco · b6 pedone del bianco · f6 pedone del nero · b5 pedone del nero · d5 re del nero · e5 alfiere del nero · f5 cavallo del bianco · h5 alfiere del bianco · b4 pedone del nero · b3 re del bianco · g2 alfiere del nero · b1 donna del bianco | h8 cavallo del nero · d7 cavallo del bianco · e7 torre del bianco · b6 pedone del bianco · f6 pedone del nero · b5 pedone del nero · d5 re del nero · e5 alfiere del nero · f5 cavallo del bianco · h5 alfiere del bianco · b4 pedone del nero · b3 re del bianco · g2 alfiere del nero · b1 donna del bianco | h8 cavallo del nero · d7 cavallo del bianco · e7 torre del bianco · b6 pedone del bianco · f6 pedone del nero · b5 pedone del nero · d5 re del nero · e5 alfiere del nero · f5 cavallo del bianco · h5 alfiere del bianco · b4 pedone del nero · b3 re del bianco · g2 alfiere del nero · b1 donna del bianco | h8 cavallo del nero · d7 cavallo del bianco · e7 torre del bianco · b6 pedone del bianco · f6 pedone del nero · b5 pedone del nero · d5 re del nero · e5 alfiere del nero · f5 cavallo del bianco · h5 alfiere del bianco · b4 pedone del nero · b3 re del bianco · g2 alfiere del nero · b1 donna del bianco | 4 |
| 3 | h8 cavallo del nero · d7 cavallo del bianco · e7 torre del bianco · b6 pedone del bianco · f6 pedone del nero · b5 pedone del nero · d5 re del nero · e5 alfiere del nero · f5 cavallo del bianco · h5 alfiere del bianco · b4 pedone del nero · b3 re del bianco · g2 alfiere del nero · b1 donna del bianco | h8 cavallo del nero · d7 cavallo del bianco · e7 torre del bianco · b6 pedone del bianco · f6 pedone del nero · b5 pedone del nero · d5 re del nero · e5 alfiere del nero · f5 cavallo del bianco · h5 alfiere del bianco · b4 pedone del nero · b3 re del bianco · g2 alfiere del nero · b1 donna del bianco | h8 cavallo del nero · d7 cavallo del bianco · e7 torre del bianco · b6 pedone del bianco · f6 pedone del nero · b5 pedone del nero · d5 re del nero · e5 alfiere del nero · f5 cavallo del bianco · h5 alfiere del bianco · b4 pedone del nero · b3 re del bianco · g2 alfiere del nero · b1 donna del bianco | h8 cavallo del nero · d7 cavallo del bianco · e7 torre del bianco · b6 pedone del bianco · f6 pedone del nero · b5 pedone del nero · d5 re del nero · e5 alfiere del nero · f5 cavallo del bianco · h5 alfiere del bianco · b4 pedone del nero · b3 re del bianco · g2 alfiere del nero · b1 donna del bianco | h8 cavallo del nero · d7 cavallo del bianco · e7 torre del bianco · b6 pedone del bianco · f6 pedone del nero · b5 pedone del nero · d5 re del nero · e5 alfiere del nero · f5 cavallo del bianco · h5 alfiere del bianco · b4 pedone del nero · b3 re del bianco · g2 alfiere del nero · b1 donna del bianco | h8 cavallo del nero · d7 cavallo del bianco · e7 torre del bianco · b6 pedone del bianco · f6 pedone del nero · b5 pedone del nero · d5 re del nero · e5 alfiere del nero · f5 cavallo del bianco · h5 alfiere del bianco · b4 pedone del nero · b3 re del bianco · g2 alfiere del nero · b1 donna del bianco | h8 cavallo del nero · d7 cavallo del bianco · e7 torre del bianco · b6 pedone del bianco · f6 pedone del nero · b5 pedone del nero · d5 re del nero · e5 alfiere del nero · f5 cavallo del bianco · h5 alfiere del bianco · b4 pedone del nero · b3 re del bianco · g2 alfiere del nero · b1 donna del bianco | h8 cavallo del nero · d7 cavallo del bianco · e7 torre del bianco · b6 pedone del bianco · f6 pedone del nero · b5 pedone del nero · d5 re del nero · e5 alfiere del nero · f5 cavallo del bianco · h5 alfiere del bianco · b4 pedone del nero · b3 re del bianco · g2 alfiere del nero · b1 donna del bianco | 3 |
| 2 | h8 cavallo del nero · d7 cavallo del bianco · e7 torre del bianco · b6 pedone del bianco · f6 pedone del nero · b5 pedone del nero · d5 re del nero · e5 alfiere del nero · f5 cavallo del bianco · h5 alfiere del bianco · b4 pedone del nero · b3 re del bianco · g2 alfiere del nero · b1 donna del bianco | h8 cavallo del nero · d7 cavallo del bianco · e7 torre del bianco · b6 pedone del bianco · f6 pedone del nero · b5 pedone del nero · d5 re del nero · e5 alfiere del nero · f5 cavallo del bianco · h5 alfiere del bianco · b4 pedone del nero · b3 re del bianco · g2 alfiere del nero · b1 donna del bianco | h8 cavallo del nero · d7 cavallo del bianco · e7 torre del bianco · b6 pedone del bianco · f6 pedone del nero · b5 pedone del nero · d5 re del nero · e5 alfiere del nero · f5 cavallo del bianco · h5 alfiere del bianco · b4 pedone del nero · b3 re del bianco · g2 alfiere del nero · b1 donna del bianco | h8 cavallo del nero · d7 cavallo del bianco · e7 torre del bianco · b6 pedone del bianco · f6 pedone del nero · b5 pedone del nero · d5 re del nero · e5 alfiere del nero · f5 cavallo del bianco · h5 alfiere del bianco · b4 pedone del nero · b3 re del bianco · g2 alfiere del nero · b1 donna del bianco | h8 cavallo del nero · d7 cavallo del bianco · e7 torre del bianco · b6 pedone del bianco · f6 pedone del nero · b5 pedone del nero · d5 re del nero · e5 alfiere del nero · f5 cavallo del bianco · h5 alfiere del bianco · b4 pedone del nero · b3 re del bianco · g2 alfiere del nero · b1 donna del bianco | h8 cavallo del nero · d7 cavallo del bianco · e7 torre del bianco · b6 pedone del bianco · f6 pedone del nero · b5 pedone del nero · d5 re del nero · e5 alfiere del nero · f5 cavallo del bianco · h5 alfiere del bianco · b4 pedone del nero · b3 re del bianco · g2 alfiere del nero · b1 donna del bianco | h8 cavallo del nero · d7 cavallo del bianco · e7 torre del bianco · b6 pedone del bianco · f6 pedone del nero · b5 pedone del nero · d5 re del nero · e5 alfiere del nero · f5 cavallo del bianco · h5 alfiere del bianco · b4 pedone del nero · b3 re del bianco · g2 alfiere del nero · b1 donna del bianco | h8 cavallo del nero · d7 cavallo del bianco · e7 torre del bianco · b6 pedone del bianco · f6 pedone del nero · b5 pedone del nero · d5 re del nero · e5 alfiere del nero · f5 cavallo del bianco · h5 alfiere del bianco · b4 pedone del nero · b3 re del bianco · g2 alfiere del nero · b1 donna del bianco | 2 |
| 1 | h8 cavallo del nero · d7 cavallo del bianco · e7 torre del bianco · b6 pedone del bianco · f6 pedone del nero · b5 pedone del nero · d5 re del nero · e5 alfiere del nero · f5 cavallo del bianco · h5 alfiere del bianco · b4 pedone del nero · b3 re del bianco · g2 alfiere del nero · b1 donna del bianco | h8 cavallo del nero · d7 cavallo del bianco · e7 torre del bianco · b6 pedone del bianco · f6 pedone del nero · b5 pedone del nero · d5 re del nero · e5 alfiere del nero · f5 cavallo del bianco · h5 alfiere del bianco · b4 pedone del nero · b3 re del bianco · g2 alfiere del nero · b1 donna del bianco | h8 cavallo del nero · d7 cavallo del bianco · e7 torre del bianco · b6 pedone del bianco · f6 pedone del nero · b5 pedone del nero · d5 re del nero · e5 alfiere del nero · f5 cavallo del bianco · h5 alfiere del bianco · b4 pedone del nero · b3 re del bianco · g2 alfiere del nero · b1 donna del bianco | h8 cavallo del nero · d7 cavallo del bianco · e7 torre del bianco · b6 pedone del bianco · f6 pedone del nero · b5 pedone del nero · d5 re del nero · e5 alfiere del nero · f5 cavallo del bianco · h5 alfiere del bianco · b4 pedone del nero · b3 re del bianco · g2 alfiere del nero · b1 donna del bianco | h8 cavallo del nero · d7 cavallo del bianco · e7 torre del bianco · b6 pedone del bianco · f6 pedone del nero · b5 pedone del nero · d5 re del nero · e5 alfiere del nero · f5 cavallo del bianco · h5 alfiere del bianco · b4 pedone del nero · b3 re del bianco · g2 alfiere del nero · b1 donna del bianco | h8 cavallo del nero · d7 cavallo del bianco · e7 torre del bianco · b6 pedone del bianco · f6 pedone del nero · b5 pedone del nero · d5 re del nero · e5 alfiere del nero · f5 cavallo del bianco · h5 alfiere del bianco · b4 pedone del nero · b3 re del bianco · g2 alfiere del nero · b1 donna del bianco | h8 cavallo del nero · d7 cavallo del bianco · e7 torre del bianco · b6 pedone del bianco · f6 pedone del nero · b5 pedone del nero · d5 re del nero · e5 alfiere del nero · f5 cavallo del bianco · h5 alfiere del bianco · b4 pedone del nero · b3 re del bianco · g2 alfiere del nero · b1 donna del bianco | h8 cavallo del nero · d7 cavallo del bianco · e7 torre del bianco · b6 pedone del bianco · f6 pedone del nero · b5 pedone del nero · d5 re del nero · e5 alfiere del nero · f5 cavallo del bianco · h5 alfiere del bianco · b4 pedone del nero · b3 re del bianco · g2 alfiere del nero · b1 donna del bianco | 1 |
|   | a | b | c | d | e | f | g | h |   |

Soluzione:
Tentativi: 1. Da2/g1?  ...Re4!
1. Df1 !!  (2. Dxg2#)

1. ...Axf1  2. Af3# 

1. ...Re4  2. Cxf6# 

|   | a | b | c | d | e | f | g | h |   |
| 8 | c7 cavallo del nero · d7 re del bianco · g7 donna del bianco · d6 pedone del bianco · g6 pedone del nero · b5 pedone del nero · e5 cavallo del bianco · b4 pedone del bianco · d4 re del nero · a3 pedone del bianco · c3 pedone del nero · d3 torre del nero · e3 pedone del nero · f3 pedone del bianco · h3 alfiere del bianco · a2 torre del nero · d1 cavallo del nero · g1 cavallo del bianco | c7 cavallo del nero · d7 re del bianco · g7 donna del bianco · d6 pedone del bianco · g6 pedone del nero · b5 pedone del nero · e5 cavallo del bianco · b4 pedone del bianco · d4 re del nero · a3 pedone del bianco · c3 pedone del nero · d3 torre del nero · e3 pedone del nero · f3 pedone del bianco · h3 alfiere del bianco · a2 torre del nero · d1 cavallo del nero · g1 cavallo del bianco | c7 cavallo del nero · d7 re del bianco · g7 donna del bianco · d6 pedone del bianco · g6 pedone del nero · b5 pedone del nero · e5 cavallo del bianco · b4 pedone del bianco · d4 re del nero · a3 pedone del bianco · c3 pedone del nero · d3 torre del nero · e3 pedone del nero · f3 pedone del bianco · h3 alfiere del bianco · a2 torre del nero · d1 cavallo del nero · g1 cavallo del bianco | c7 cavallo del nero · d7 re del bianco · g7 donna del bianco · d6 pedone del bianco · g6 pedone del nero · b5 pedone del nero · e5 cavallo del bianco · b4 pedone del bianco · d4 re del nero · a3 pedone del bianco · c3 pedone del nero · d3 torre del nero · e3 pedone del nero · f3 pedone del bianco · h3 alfiere del bianco · a2 torre del nero · d1 cavallo del nero · g1 cavallo del bianco | c7 cavallo del nero · d7 re del bianco · g7 donna del bianco · d6 pedone del bianco · g6 pedone del nero · b5 pedone del nero · e5 cavallo del bianco · b4 pedone del bianco · d4 re del nero · a3 pedone del bianco · c3 pedone del nero · d3 torre del nero · e3 pedone del nero · f3 pedone del bianco · h3 alfiere del bianco · a2 torre del nero · d1 cavallo del nero · g1 cavallo del bianco | c7 cavallo del nero · d7 re del bianco · g7 donna del bianco · d6 pedone del bianco · g6 pedone del nero · b5 pedone del nero · e5 cavallo del bianco · b4 pedone del bianco · d4 re del nero · a3 pedone del bianco · c3 pedone del nero · d3 torre del nero · e3 pedone del nero · f3 pedone del bianco · h3 alfiere del bianco · a2 torre del nero · d1 cavallo del nero · g1 cavallo del bianco | c7 cavallo del nero · d7 re del bianco · g7 donna del bianco · d6 pedone del bianco · g6 pedone del nero · b5 pedone del nero · e5 cavallo del bianco · b4 pedone del bianco · d4 re del nero · a3 pedone del bianco · c3 pedone del nero · d3 torre del nero · e3 pedone del nero · f3 pedone del bianco · h3 alfiere del bianco · a2 torre del nero · d1 cavallo del nero · g1 cavallo del bianco | c7 cavallo del nero · d7 re del bianco · g7 donna del bianco · d6 pedone del bianco · g6 pedone del nero · b5 pedone del nero · e5 cavallo del bianco · b4 pedone del bianco · d4 re del nero · a3 pedone del bianco · c3 pedone del nero · d3 torre del nero · e3 pedone del nero · f3 pedone del bianco · h3 alfiere del bianco · a2 torre del nero · d1 cavallo del nero · g1 cavallo del bianco | 8 |
| 7 | c7 cavallo del nero · d7 re del bianco · g7 donna del bianco · d6 pedone del bianco · g6 pedone del nero · b5 pedone del nero · e5 cavallo del bianco · b4 pedone del bianco · d4 re del nero · a3 pedone del bianco · c3 pedone del nero · d3 torre del nero · e3 pedone del nero · f3 pedone del bianco · h3 alfiere del bianco · a2 torre del nero · d1 cavallo del nero · g1 cavallo del bianco | c7 cavallo del nero · d7 re del bianco · g7 donna del bianco · d6 pedone del bianco · g6 pedone del nero · b5 pedone del nero · e5 cavallo del bianco · b4 pedone del bianco · d4 re del nero · a3 pedone del bianco · c3 pedone del nero · d3 torre del nero · e3 pedone del nero · f3 pedone del bianco · h3 alfiere del bianco · a2 torre del nero · d1 cavallo del nero · g1 cavallo del bianco | c7 cavallo del nero · d7 re del bianco · g7 donna del bianco · d6 pedone del bianco · g6 pedone del nero · b5 pedone del nero · e5 cavallo del bianco · b4 pedone del bianco · d4 re del nero · a3 pedone del bianco · c3 pedone del nero · d3 torre del nero · e3 pedone del nero · f3 pedone del bianco · h3 alfiere del bianco · a2 torre del nero · d1 cavallo del nero · g1 cavallo del bianco | c7 cavallo del nero · d7 re del bianco · g7 donna del bianco · d6 pedone del bianco · g6 pedone del nero · b5 pedone del nero · e5 cavallo del bianco · b4 pedone del bianco · d4 re del nero · a3 pedone del bianco · c3 pedone del nero · d3 torre del nero · e3 pedone del nero · f3 pedone del bianco · h3 alfiere del bianco · a2 torre del nero · d1 cavallo del nero · g1 cavallo del bianco | c7 cavallo del nero · d7 re del bianco · g7 donna del bianco · d6 pedone del bianco · g6 pedone del nero · b5 pedone del nero · e5 cavallo del bianco · b4 pedone del bianco · d4 re del nero · a3 pedone del bianco · c3 pedone del nero · d3 torre del nero · e3 pedone del nero · f3 pedone del bianco · h3 alfiere del bianco · a2 torre del nero · d1 cavallo del nero · g1 cavallo del bianco | c7 cavallo del nero · d7 re del bianco · g7 donna del bianco · d6 pedone del bianco · g6 pedone del nero · b5 pedone del nero · e5 cavallo del bianco · b4 pedone del bianco · d4 re del nero · a3 pedone del bianco · c3 pedone del nero · d3 torre del nero · e3 pedone del nero · f3 pedone del bianco · h3 alfiere del bianco · a2 torre del nero · d1 cavallo del nero · g1 cavallo del bianco | c7 cavallo del nero · d7 re del bianco · g7 donna del bianco · d6 pedone del bianco · g6 pedone del nero · b5 pedone del nero · e5 cavallo del bianco · b4 pedone del bianco · d4 re del nero · a3 pedone del bianco · c3 pedone del nero · d3 torre del nero · e3 pedone del nero · f3 pedone del bianco · h3 alfiere del bianco · a2 torre del nero · d1 cavallo del nero · g1 cavallo del bianco | c7 cavallo del nero · d7 re del bianco · g7 donna del bianco · d6 pedone del bianco · g6 pedone del nero · b5 pedone del nero · e5 cavallo del bianco · b4 pedone del bianco · d4 re del nero · a3 pedone del bianco · c3 pedone del nero · d3 torre del nero · e3 pedone del nero · f3 pedone del bianco · h3 alfiere del bianco · a2 torre del nero · d1 cavallo del nero · g1 cavallo del bianco | 7 |
| 6 | c7 cavallo del nero · d7 re del bianco · g7 donna del bianco · d6 pedone del bianco · g6 pedone del nero · b5 pedone del nero · e5 cavallo del bianco · b4 pedone del bianco · d4 re del nero · a3 pedone del bianco · c3 pedone del nero · d3 torre del nero · e3 pedone del nero · f3 pedone del bianco · h3 alfiere del bianco · a2 torre del nero · d1 cavallo del nero · g1 cavallo del bianco | c7 cavallo del nero · d7 re del bianco · g7 donna del bianco · d6 pedone del bianco · g6 pedone del nero · b5 pedone del nero · e5 cavallo del bianco · b4 pedone del bianco · d4 re del nero · a3 pedone del bianco · c3 pedone del nero · d3 torre del nero · e3 pedone del nero · f3 pedone del bianco · h3 alfiere del bianco · a2 torre del nero · d1 cavallo del nero · g1 cavallo del bianco | c7 cavallo del nero · d7 re del bianco · g7 donna del bianco · d6 pedone del bianco · g6 pedone del nero · b5 pedone del nero · e5 cavallo del bianco · b4 pedone del bianco · d4 re del nero · a3 pedone del bianco · c3 pedone del nero · d3 torre del nero · e3 pedone del nero · f3 pedone del bianco · h3 alfiere del bianco · a2 torre del nero · d1 cavallo del nero · g1 cavallo del bianco | c7 cavallo del nero · d7 re del bianco · g7 donna del bianco · d6 pedone del bianco · g6 pedone del nero · b5 pedone del nero · e5 cavallo del bianco · b4 pedone del bianco · d4 re del nero · a3 pedone del bianco · c3 pedone del nero · d3 torre del nero · e3 pedone del nero · f3 pedone del bianco · h3 alfiere del bianco · a2 torre del nero · d1 cavallo del nero · g1 cavallo del bianco | c7 cavallo del nero · d7 re del bianco · g7 donna del bianco · d6 pedone del bianco · g6 pedone del nero · b5 pedone del nero · e5 cavallo del bianco · b4 pedone del bianco · d4 re del nero · a3 pedone del bianco · c3 pedone del nero · d3 torre del nero · e3 pedone del nero · f3 pedone del bianco · h3 alfiere del bianco · a2 torre del nero · d1 cavallo del nero · g1 cavallo del bianco | c7 cavallo del nero · d7 re del bianco · g7 donna del bianco · d6 pedone del bianco · g6 pedone del nero · b5 pedone del nero · e5 cavallo del bianco · b4 pedone del bianco · d4 re del nero · a3 pedone del bianco · c3 pedone del nero · d3 torre del nero · e3 pedone del nero · f3 pedone del bianco · h3 alfiere del bianco · a2 torre del nero · d1 cavallo del nero · g1 cavallo del bianco | c7 cavallo del nero · d7 re del bianco · g7 donna del bianco · d6 pedone del bianco · g6 pedone del nero · b5 pedone del nero · e5 cavallo del bianco · b4 pedone del bianco · d4 re del nero · a3 pedone del bianco · c3 pedone del nero · d3 torre del nero · e3 pedone del nero · f3 pedone del bianco · h3 alfiere del bianco · a2 torre del nero · d1 cavallo del nero · g1 cavallo del bianco | c7 cavallo del nero · d7 re del bianco · g7 donna del bianco · d6 pedone del bianco · g6 pedone del nero · b5 pedone del nero · e5 cavallo del bianco · b4 pedone del bianco · d4 re del nero · a3 pedone del bianco · c3 pedone del nero · d3 torre del nero · e3 pedone del nero · f3 pedone del bianco · h3 alfiere del bianco · a2 torre del nero · d1 cavallo del nero · g1 cavallo del bianco | 6 |
| 5 | c7 cavallo del nero · d7 re del bianco · g7 donna del bianco · d6 pedone del bianco · g6 pedone del nero · b5 pedone del nero · e5 cavallo del bianco · b4 pedone del bianco · d4 re del nero · a3 pedone del bianco · c3 pedone del nero · d3 torre del nero · e3 pedone del nero · f3 pedone del bianco · h3 alfiere del bianco · a2 torre del nero · d1 cavallo del nero · g1 cavallo del bianco | c7 cavallo del nero · d7 re del bianco · g7 donna del bianco · d6 pedone del bianco · g6 pedone del nero · b5 pedone del nero · e5 cavallo del bianco · b4 pedone del bianco · d4 re del nero · a3 pedone del bianco · c3 pedone del nero · d3 torre del nero · e3 pedone del nero · f3 pedone del bianco · h3 alfiere del bianco · a2 torre del nero · d1 cavallo del nero · g1 cavallo del bianco | c7 cavallo del nero · d7 re del bianco · g7 donna del bianco · d6 pedone del bianco · g6 pedone del nero · b5 pedone del nero · e5 cavallo del bianco · b4 pedone del bianco · d4 re del nero · a3 pedone del bianco · c3 pedone del nero · d3 torre del nero · e3 pedone del nero · f3 pedone del bianco · h3 alfiere del bianco · a2 torre del nero · d1 cavallo del nero · g1 cavallo del bianco | c7 cavallo del nero · d7 re del bianco · g7 donna del bianco · d6 pedone del bianco · g6 pedone del nero · b5 pedone del nero · e5 cavallo del bianco · b4 pedone del bianco · d4 re del nero · a3 pedone del bianco · c3 pedone del nero · d3 torre del nero · e3 pedone del nero · f3 pedone del bianco · h3 alfiere del bianco · a2 torre del nero · d1 cavallo del nero · g1 cavallo del bianco | c7 cavallo del nero · d7 re del bianco · g7 donna del bianco · d6 pedone del bianco · g6 pedone del nero · b5 pedone del nero · e5 cavallo del bianco · b4 pedone del bianco · d4 re del nero · a3 pedone del bianco · c3 pedone del nero · d3 torre del nero · e3 pedone del nero · f3 pedone del bianco · h3 alfiere del bianco · a2 torre del nero · d1 cavallo del nero · g1 cavallo del bianco | c7 cavallo del nero · d7 re del bianco · g7 donna del bianco · d6 pedone del bianco · g6 pedone del nero · b5 pedone del nero · e5 cavallo del bianco · b4 pedone del bianco · d4 re del nero · a3 pedone del bianco · c3 pedone del nero · d3 torre del nero · e3 pedone del nero · f3 pedone del bianco · h3 alfiere del bianco · a2 torre del nero · d1 cavallo del nero · g1 cavallo del bianco | c7 cavallo del nero · d7 re del bianco · g7 donna del bianco · d6 pedone del bianco · g6 pedone del nero · b5 pedone del nero · e5 cavallo del bianco · b4 pedone del bianco · d4 re del nero · a3 pedone del bianco · c3 pedone del nero · d3 torre del nero · e3 pedone del nero · f3 pedone del bianco · h3 alfiere del bianco · a2 torre del nero · d1 cavallo del nero · g1 cavallo del bianco | c7 cavallo del nero · d7 re del bianco · g7 donna del bianco · d6 pedone del bianco · g6 pedone del nero · b5 pedone del nero · e5 cavallo del bianco · b4 pedone del bianco · d4 re del nero · a3 pedone del bianco · c3 pedone del nero · d3 torre del nero · e3 pedone del nero · f3 pedone del bianco · h3 alfiere del bianco · a2 torre del nero · d1 cavallo del nero · g1 cavallo del bianco | 5 |
| 4 | c7 cavallo del nero · d7 re del bianco · g7 donna del bianco · d6 pedone del bianco · g6 pedone del nero · b5 pedone del nero · e5 cavallo del bianco · b4 pedone del bianco · d4 re del nero · a3 pedone del bianco · c3 pedone del nero · d3 torre del nero · e3 pedone del nero · f3 pedone del bianco · h3 alfiere del bianco · a2 torre del nero · d1 cavallo del nero · g1 cavallo del bianco | c7 cavallo del nero · d7 re del bianco · g7 donna del bianco · d6 pedone del bianco · g6 pedone del nero · b5 pedone del nero · e5 cavallo del bianco · b4 pedone del bianco · d4 re del nero · a3 pedone del bianco · c3 pedone del nero · d3 torre del nero · e3 pedone del nero · f3 pedone del bianco · h3 alfiere del bianco · a2 torre del nero · d1 cavallo del nero · g1 cavallo del bianco | c7 cavallo del nero · d7 re del bianco · g7 donna del bianco · d6 pedone del bianco · g6 pedone del nero · b5 pedone del nero · e5 cavallo del bianco · b4 pedone del bianco · d4 re del nero · a3 pedone del bianco · c3 pedone del nero · d3 torre del nero · e3 pedone del nero · f3 pedone del bianco · h3 alfiere del bianco · a2 torre del nero · d1 cavallo del nero · g1 cavallo del bianco | c7 cavallo del nero · d7 re del bianco · g7 donna del bianco · d6 pedone del bianco · g6 pedone del nero · b5 pedone del nero · e5 cavallo del bianco · b4 pedone del bianco · d4 re del nero · a3 pedone del bianco · c3 pedone del nero · d3 torre del nero · e3 pedone del nero · f3 pedone del bianco · h3 alfiere del bianco · a2 torre del nero · d1 cavallo del nero · g1 cavallo del bianco | c7 cavallo del nero · d7 re del bianco · g7 donna del bianco · d6 pedone del bianco · g6 pedone del nero · b5 pedone del nero · e5 cavallo del bianco · b4 pedone del bianco · d4 re del nero · a3 pedone del bianco · c3 pedone del nero · d3 torre del nero · e3 pedone del nero · f3 pedone del bianco · h3 alfiere del bianco · a2 torre del nero · d1 cavallo del nero · g1 cavallo del bianco | c7 cavallo del nero · d7 re del bianco · g7 donna del bianco · d6 pedone del bianco · g6 pedone del nero · b5 pedone del nero · e5 cavallo del bianco · b4 pedone del bianco · d4 re del nero · a3 pedone del bianco · c3 pedone del nero · d3 torre del nero · e3 pedone del nero · f3 pedone del bianco · h3 alfiere del bianco · a2 torre del nero · d1 cavallo del nero · g1 cavallo del bianco | c7 cavallo del nero · d7 re del bianco · g7 donna del bianco · d6 pedone del bianco · g6 pedone del nero · b5 pedone del nero · e5 cavallo del bianco · b4 pedone del bianco · d4 re del nero · a3 pedone del bianco · c3 pedone del nero · d3 torre del nero · e3 pedone del nero · f3 pedone del bianco · h3 alfiere del bianco · a2 torre del nero · d1 cavallo del nero · g1 cavallo del bianco | c7 cavallo del nero · d7 re del bianco · g7 donna del bianco · d6 pedone del bianco · g6 pedone del nero · b5 pedone del nero · e5 cavallo del bianco · b4 pedone del bianco · d4 re del nero · a3 pedone del bianco · c3 pedone del nero · d3 torre del nero · e3 pedone del nero · f3 pedone del bianco · h3 alfiere del bianco · a2 torre del nero · d1 cavallo del nero · g1 cavallo del bianco | 4 |
| 3 | c7 cavallo del nero · d7 re del bianco · g7 donna del bianco · d6 pedone del bianco · g6 pedone del nero · b5 pedone del nero · e5 cavallo del bianco · b4 pedone del bianco · d4 re del nero · a3 pedone del bianco · c3 pedone del nero · d3 torre del nero · e3 pedone del nero · f3 pedone del bianco · h3 alfiere del bianco · a2 torre del nero · d1 cavallo del nero · g1 cavallo del bianco | c7 cavallo del nero · d7 re del bianco · g7 donna del bianco · d6 pedone del bianco · g6 pedone del nero · b5 pedone del nero · e5 cavallo del bianco · b4 pedone del bianco · d4 re del nero · a3 pedone del bianco · c3 pedone del nero · d3 torre del nero · e3 pedone del nero · f3 pedone del bianco · h3 alfiere del bianco · a2 torre del nero · d1 cavallo del nero · g1 cavallo del bianco | c7 cavallo del nero · d7 re del bianco · g7 donna del bianco · d6 pedone del bianco · g6 pedone del nero · b5 pedone del nero · e5 cavallo del bianco · b4 pedone del bianco · d4 re del nero · a3 pedone del bianco · c3 pedone del nero · d3 torre del nero · e3 pedone del nero · f3 pedone del bianco · h3 alfiere del bianco · a2 torre del nero · d1 cavallo del nero · g1 cavallo del bianco | c7 cavallo del nero · d7 re del bianco · g7 donna del bianco · d6 pedone del bianco · g6 pedone del nero · b5 pedone del nero · e5 cavallo del bianco · b4 pedone del bianco · d4 re del nero · a3 pedone del bianco · c3 pedone del nero · d3 torre del nero · e3 pedone del nero · f3 pedone del bianco · h3 alfiere del bianco · a2 torre del nero · d1 cavallo del nero · g1 cavallo del bianco | c7 cavallo del nero · d7 re del bianco · g7 donna del bianco · d6 pedone del bianco · g6 pedone del nero · b5 pedone del nero · e5 cavallo del bianco · b4 pedone del bianco · d4 re del nero · a3 pedone del bianco · c3 pedone del nero · d3 torre del nero · e3 pedone del nero · f3 pedone del bianco · h3 alfiere del bianco · a2 torre del nero · d1 cavallo del nero · g1 cavallo del bianco | c7 cavallo del nero · d7 re del bianco · g7 donna del bianco · d6 pedone del bianco · g6 pedone del nero · b5 pedone del nero · e5 cavallo del bianco · b4 pedone del bianco · d4 re del nero · a3 pedone del bianco · c3 pedone del nero · d3 torre del nero · e3 pedone del nero · f3 pedone del bianco · h3 alfiere del bianco · a2 torre del nero · d1 cavallo del nero · g1 cavallo del bianco | c7 cavallo del nero · d7 re del bianco · g7 donna del bianco · d6 pedone del bianco · g6 pedone del nero · b5 pedone del nero · e5 cavallo del bianco · b4 pedone del bianco · d4 re del nero · a3 pedone del bianco · c3 pedone del nero · d3 torre del nero · e3 pedone del nero · f3 pedone del bianco · h3 alfiere del bianco · a2 torre del nero · d1 cavallo del nero · g1 cavallo del bianco | c7 cavallo del nero · d7 re del bianco · g7 donna del bianco · d6 pedone del bianco · g6 pedone del nero · b5 pedone del nero · e5 cavallo del bianco · b4 pedone del bianco · d4 re del nero · a3 pedone del bianco · c3 pedone del nero · d3 torre del nero · e3 pedone del nero · f3 pedone del bianco · h3 alfiere del bianco · a2 torre del nero · d1 cavallo del nero · g1 cavallo del bianco | 3 |
| 2 | c7 cavallo del nero · d7 re del bianco · g7 donna del bianco · d6 pedone del bianco · g6 pedone del nero · b5 pedone del nero · e5 cavallo del bianco · b4 pedone del bianco · d4 re del nero · a3 pedone del bianco · c3 pedone del nero · d3 torre del nero · e3 pedone del nero · f3 pedone del bianco · h3 alfiere del bianco · a2 torre del nero · d1 cavallo del nero · g1 cavallo del bianco | c7 cavallo del nero · d7 re del bianco · g7 donna del bianco · d6 pedone del bianco · g6 pedone del nero · b5 pedone del nero · e5 cavallo del bianco · b4 pedone del bianco · d4 re del nero · a3 pedone del bianco · c3 pedone del nero · d3 torre del nero · e3 pedone del nero · f3 pedone del bianco · h3 alfiere del bianco · a2 torre del nero · d1 cavallo del nero · g1 cavallo del bianco | c7 cavallo del nero · d7 re del bianco · g7 donna del bianco · d6 pedone del bianco · g6 pedone del nero · b5 pedone del nero · e5 cavallo del bianco · b4 pedone del bianco · d4 re del nero · a3 pedone del bianco · c3 pedone del nero · d3 torre del nero · e3 pedone del nero · f3 pedone del bianco · h3 alfiere del bianco · a2 torre del nero · d1 cavallo del nero · g1 cavallo del bianco | c7 cavallo del nero · d7 re del bianco · g7 donna del bianco · d6 pedone del bianco · g6 pedone del nero · b5 pedone del nero · e5 cavallo del bianco · b4 pedone del bianco · d4 re del nero · a3 pedone del bianco · c3 pedone del nero · d3 torre del nero · e3 pedone del nero · f3 pedone del bianco · h3 alfiere del bianco · a2 torre del nero · d1 cavallo del nero · g1 cavallo del bianco | c7 cavallo del nero · d7 re del bianco · g7 donna del bianco · d6 pedone del bianco · g6 pedone del nero · b5 pedone del nero · e5 cavallo del bianco · b4 pedone del bianco · d4 re del nero · a3 pedone del bianco · c3 pedone del nero · d3 torre del nero · e3 pedone del nero · f3 pedone del bianco · h3 alfiere del bianco · a2 torre del nero · d1 cavallo del nero · g1 cavallo del bianco | c7 cavallo del nero · d7 re del bianco · g7 donna del bianco · d6 pedone del bianco · g6 pedone del nero · b5 pedone del nero · e5 cavallo del bianco · b4 pedone del bianco · d4 re del nero · a3 pedone del bianco · c3 pedone del nero · d3 torre del nero · e3 pedone del nero · f3 pedone del bianco · h3 alfiere del bianco · a2 torre del nero · d1 cavallo del nero · g1 cavallo del bianco | c7 cavallo del nero · d7 re del bianco · g7 donna del bianco · d6 pedone del bianco · g6 pedone del nero · b5 pedone del nero · e5 cavallo del bianco · b4 pedone del bianco · d4 re del nero · a3 pedone del bianco · c3 pedone del nero · d3 torre del nero · e3 pedone del nero · f3 pedone del bianco · h3 alfiere del bianco · a2 torre del nero · d1 cavallo del nero · g1 cavallo del bianco | c7 cavallo del nero · d7 re del bianco · g7 donna del bianco · d6 pedone del bianco · g6 pedone del nero · b5 pedone del nero · e5 cavallo del bianco · b4 pedone del bianco · d4 re del nero · a3 pedone del bianco · c3 pedone del nero · d3 torre del nero · e3 pedone del nero · f3 pedone del bianco · h3 alfiere del bianco · a2 torre del nero · d1 cavallo del nero · g1 cavallo del bianco | 2 |
| 1 | c7 cavallo del nero · d7 re del bianco · g7 donna del bianco · d6 pedone del bianco · g6 pedone del nero · b5 pedone del nero · e5 cavallo del bianco · b4 pedone del bianco · d4 re del nero · a3 pedone del bianco · c3 pedone del nero · d3 torre del nero · e3 pedone del nero · f3 pedone del bianco · h3 alfiere del bianco · a2 torre del nero · d1 cavallo del nero · g1 cavallo del bianco | c7 cavallo del nero · d7 re del bianco · g7 donna del bianco · d6 pedone del bianco · g6 pedone del nero · b5 pedone del nero · e5 cavallo del bianco · b4 pedone del bianco · d4 re del nero · a3 pedone del bianco · c3 pedone del nero · d3 torre del nero · e3 pedone del nero · f3 pedone del bianco · h3 alfiere del bianco · a2 torre del nero · d1 cavallo del nero · g1 cavallo del bianco | c7 cavallo del nero · d7 re del bianco · g7 donna del bianco · d6 pedone del bianco · g6 pedone del nero · b5 pedone del nero · e5 cavallo del bianco · b4 pedone del bianco · d4 re del nero · a3 pedone del bianco · c3 pedone del nero · d3 torre del nero · e3 pedone del nero · f3 pedone del bianco · h3 alfiere del bianco · a2 torre del nero · d1 cavallo del nero · g1 cavallo del bianco | c7 cavallo del nero · d7 re del bianco · g7 donna del bianco · d6 pedone del bianco · g6 pedone del nero · b5 pedone del nero · e5 cavallo del bianco · b4 pedone del bianco · d4 re del nero · a3 pedone del bianco · c3 pedone del nero · d3 torre del nero · e3 pedone del nero · f3 pedone del bianco · h3 alfiere del bianco · a2 torre del nero · d1 cavallo del nero · g1 cavallo del bianco | c7 cavallo del nero · d7 re del bianco · g7 donna del bianco · d6 pedone del bianco · g6 pedone del nero · b5 pedone del nero · e5 cavallo del bianco · b4 pedone del bianco · d4 re del nero · a3 pedone del bianco · c3 pedone del nero · d3 torre del nero · e3 pedone del nero · f3 pedone del bianco · h3 alfiere del bianco · a2 torre del nero · d1 cavallo del nero · g1 cavallo del bianco | c7 cavallo del nero · d7 re del bianco · g7 donna del bianco · d6 pedone del bianco · g6 pedone del nero · b5 pedone del nero · e5 cavallo del bianco · b4 pedone del bianco · d4 re del nero · a3 pedone del bianco · c3 pedone del nero · d3 torre del nero · e3 pedone del nero · f3 pedone del bianco · h3 alfiere del bianco · a2 torre del nero · d1 cavallo del nero · g1 cavallo del bianco | c7 cavallo del nero · d7 re del bianco · g7 donna del bianco · d6 pedone del bianco · g6 pedone del nero · b5 pedone del nero · e5 cavallo del bianco · b4 pedone del bianco · d4 re del nero · a3 pedone del bianco · c3 pedone del nero · d3 torre del nero · e3 pedone del nero · f3 pedone del bianco · h3 alfiere del bianco · a2 torre del nero · d1 cavallo del nero · g1 cavallo del bianco | c7 cavallo del nero · d7 re del bianco · g7 donna del bianco · d6 pedone del bianco · g6 pedone del nero · b5 pedone del nero · e5 cavallo del bianco · b4 pedone del bianco · d4 re del nero · a3 pedone del bianco · c3 pedone del nero · d3 torre del nero · e3 pedone del nero · f3 pedone del bianco · h3 alfiere del bianco · a2 torre del nero · d1 cavallo del nero · g1 cavallo del bianco | 1 |
|   | a | b | c | d | e | f | g | h |   |

Soluzione:
1. ♗e6 !
1. ...♖d2  2.♘c6+ ♔d3  3.♕xg6# 
 
1. ...e2  2.♘c4/g4# 
 
1. ...♘d5  2.♘c6+ ♔c4  3.♘a5# 
 
1. ...♘xe6  2.♔xe6 ~  3.♕a7# 

 (2. ..♖xa3  3.♘e2#) 